# Thomas Wellinger
Thomas Wellinger (* 10. März 1988 in Davos) ist ein ehemaliger Schweizer Eishockeyspieler, der zuletzt bis zum Saisonende 2022/23 erneut beim HC Davos in der National League unter Vertrag stand.

## Karriere
Thomas Wellinger begann seine Karriere als Eishockeyspieler im Nachwuchsbereich des HC Davos. Für dessen Profimannschaft gab er in der Saison 2007/08 sein Debüt in der National League A, jedoch spielte er einen Teil der Saison beim HC Thurgau aus der National League B. Die Saison 2008/09 bestritt er beim SC Langenthal aus der National League B, kehrte aber für die folgende Spielzeit zum HC Davos zurück. Während der Saison 2009/10 wurde er zeitweise an den EHC Biel sowie erneut den SC Langenthal ausgeliehen. 2010 wechselte er innerhalb der Liga fest zum EHC Biel und absolvierte die folgenden drei Spielzeiten für diesen Verein.
In der Saison 2013/14 spielte Wellinger für den SC Bern in der NLA, ehe er zur folgenden Saison nach Biel zurückkehrte. Zur Saison 2017/18 wechselte der Verteidiger zum HC Lugano.
Zur Saison 2021/22 kehrte Wellinger zum HCD zurück. Nach der Saison 2022/23 beendete er seine aktive Karriere und wurde beim HC Davos im Juniorenbereich als Trainer tätig.